# Премартовски период
Појам Премартовски период (нем. Vormärz) означава епоху немачке историје између Јулске револуције (нем. Julirevolution) 1830. и Мартовске револуције (нем. Märzrevolution) 1848/49. Неки историчари сматрају да ова епоха започинје већ Бечким конгресом (нем. Wiener Kongress) 1815. године. 
На Премартовски период политички је утицала појава национализма, либерализма и социјализма као и рестауративна политика прогона и угњетавања. Најјачи стуб рестаурације старе моћи била је такозвана Света алијанса (нем. Heilige Allianz) Пруске, Русије и Аустрије. Ова епоха се означава и као ера Метерниха (нем. Metternich).
Главна економска карактеристика Премартовског периода био је постепени почетак индустријализације.  Прелазна фаза од пољопривредне до индустријске државе донела је са собом и социјално неповољне прилике. Пауперизам, структурно условљено сиромаштво великог дела становништва, постао је карактеристична појава овог времена.
Уметност, књижевна и културна историја користе епохални термин Бидермајер за покрете овог доба који се супртотстављају струјама Премартовског периода (нем. Vormärz).
Почеци слободних верских покрета такође вуку корене из доба Премартовског периода (нем.Vormärz). 

## Појам
Појам Премартовски период (нем. Vormärz) означава револуцију 1848. године, такође познату под називом Мартовска револуција (нем. Märzrevolution). Под појмом Премартовски период тада су се подразумевали владајући услови пре револуције. 
Почетак епохе у књижевности је различито дефинисан: За неке историчаре Премартовски период (нем. Vormärz) почиње већ 1815, када је Бечким конгресом (нем. Wiener Kongress)  завршен период Француске револуције и владавина Наполеона Бонапарте. (Премартовски период у ширем смислу).
У ужем смислу појам Премартовски период обухвата доба од 1830. до 1848. године, почев од Јулске револуције 1830. Нарочито време од 1830. до 1848. у политичкој историји означава Премартовски период, док временски период од 1815. до 1830. означава доба рестаурације.
Поред тога постоји значајно ређа дефиниција Премартовског периода као непосредног предпериода револуције из 1848. године. Према томе епоха започиње око 1840. ступањем Фридриха Вилхелмса IV (нем. Friedrich Wilhelms IV) на трон у Пруској. Фуснота 3 иде

## Књижевна историја
Почетак ове књижевне епохе је контроверзан; једни сматрају почетком 1815. (Бечки конгрес- нем. Wiener Kongress), други 1830. (Јулска револуција- нем. Julirevolution) или 1840. (Рајнска криза- нем. Rheinkrise). Премартовски период је био тотална супротност конзервативном, рестауративном и резигнираном Бидермајеру (нем. Biedermeier). У овом периоду су се, између осталог, писала писма, путописи и политичке песме. 
Млада Немачка(нем. Junges Deutschland), чија дела су забрањена декретом Франкфуртске скупштине (нем. Frankfurter Bundestag) 1835. године, једна су од можда најважнијих група аутора овог периода. Представници ове струје желели су да пробуде политичку свест буржоазије и захтевали су посвећену литературу, која се окретала реалности. Главни представници Младе Немачке били су Карл Гуцков(нем. Karl Gutzkow), Хајнрих Лаубе(нем. Heinrich Laube), Теодор Мунт(нем. Theodor Mundt) и Лудолф Винбарг(нем. Ludolf Wienbarg).
Док су Млади Немци средином 1830-их углавном користили разне облике прозе и оснивали своје часописе, песници Премартовског периода 1840-их  су покушали да постигну напредак ангажованом поезијом. Најважнији аутори овог правца су Аугуст Хајнрих Хофман фон Фалерслебен (нем. August Heinrich Hoffmann von Fallersleben), Фердинанд Фрајлиграт (нем. Ferdinand Freiligrath- Neue politische und soziale Gedichte) и Џорџ Хервег(нем. Georg Herwegh- Gedichte eines Lebendigen). Треба поменути и Роберта Едуарда Пруца (нем. Robert Eduard Prutz) и Џорџ Верта (нем. Georg Weerth - Humoristische Skizzen aus dem deutschen Handelsleben, Leben und Taten des berühmten Ritters Schnapphanski), којег су марксистички оријентисани књижевници радо називали „Песником немачког пролетаријата“(нем. „Dichter des deutschen Proletariats“).
Поред ових група јављају се различити аутори, који су у различито доба на свој начин имали удела у развоју премартовске литературе. Лудвиг Борне(Ludwig Börne) са својим критичким новинарством (Писма из Париза- нем. Briefe aus Paris) био је узор за Младе Немце.
Хајнрих Хајне (нем. Heinrich Heine) је био специфичан и јако контрадикторан у својим ставовима по питању политике и уметности. Критиковао је тендециозност Младе Немачке иако им је сам био веома сличан. С тога не чуди што је одлука Скуштине о забрани објављивања дела Младе Немачке обухватила и њега. Писао је политичке савремене песме као што су „Шлески ткалци“ (нем. Die schlesischen Weber) и „Немачка. Зимска бајка“ (нем. Deutschland. Ein Wintermärchen). 
Други аутори, који припадају књижевности Премартовског периода су Ернст Дронке(нем. Enrnst Dronke), Адолф Гласбренер (нем. Adolg Glaßbrenner), Луиза Астон(нем. Louise Aston), Фани Левалд(нем. Fanny Lewald) и Бетина фон Арним (нем. Bettina von Arnim).
- Хајнрих Хајне
- Лудвиг Борне
- Дросте Хулсхоф
- Георг Бихнер

## Аутори и њихова дела
| Аутор/ка                             | Дела |
| ------------------------------------ | --- |
| Бетина фон Арним (1785–1859)         | Ова књига припада краљу - нем. Dies Buch gehört dem König (Репортажа)                                                                                    |
| Лудвиг Борне (1786–1837)             | Писма из Париза - нем. Briefe aus Paris (Збирка писама)                                                                                                  |
| Хајнрих Хајне(1797–1856)             | Немачка. Зимска бајка - нем. Deutschland. Ein Wintermärchen (Прича у стиховима); Reisebilder; journalistische Texte; Gedichte новинарски текстови, пемсе |
| Фридрих Вилхелм Шулц(1797–1860)      | Смрт свештеника - нем. Der Tod des Pfarrers Friedrich Ludwig Weidig                                                                                      |
| Антон Јохан Грос-Хофингер(1808–1875) | |
| Фердинанд Фрајлиграт(1810–1876)      | Нове политичке и социјалне песме- нем. Neue politische und soziale Gedichte (Збирка песама)                                                              |
| Карл Гуцков(1811–1878)               | Wally, die Zweiflerin (1835) |
| Георг Бихнер(1813–1837)              | Dantons Tod, Woyzeck (Dramen), Leonce und Lena (Komödie), Lenz (Erzählung); Der Hessische Landbote (Flugschrift)                                         |
| Луиза Астон(1814–1871)               | Моја еманципација- нем. Meine Emanzipation (Verteidigungsschrift nach ihrer Ausweisung aus Berlin)                                                       |
| Георг Хервег(1817–1875)              | Песме живог човека- нем. Gedichte eines Lebendigen |
| Георг Верт(1822–1856)                | Humoristische Skizzen aus dem deutschen Handelsleben; Leben und Thaten des berühmten Ritters Schnapphahnski Песме                                        |
| Анете фон Дросте-Хулсхоф(1797–1848)  | Књига о Јеврејима- нем. Die Judenbuche (Роман). Droste-Hülshoff schlug zeitlebens schon einen realistisch-naturalistischen Weg ein.                      |

## Веб-линкови
- Eintrag zu Vormärz im Austria-Forum (im AEIOU-Österreich-Lexikon)
- Restauration und Vormärz (THEMENPORTAL), red. u. konz. v. Andreas C. Hofmann, in historicum.net.